# (65407) 2002 RP120
(65407) 2002 RP120は、非常に稀な逆行小惑星（小惑星番号を持つものとしては (20461) ディオレッツァに次いで2個目）であり、かつては番号登録された小惑星の中では最も軌道が直立していた。ローウェル天文台のサーベイによって発見された。
分類的には不明確で、一応ダモクレス族（彗星のように離心率が高い天体で、軌道傾斜角が直角に近い場合もある）であり、散乱円盤天体（海王星によって黄道面よりはじき出された太陽系外縁天体）でもある。